# Радио Београд 202
Радио Београд 202 је четврти програм националне радио-станице Радио Београд, која је у саставу РТС-а.

## Историјат
Програм радио Београда 202 започео је са емитовањем 27. јуна 1969. године.
Замишљен као градска станица, у почетку се сигнал могао чути само на подручју Београда емитујући музику, кратке информације и економско - пропагандни програм. Програм је настао као допуна дотадашњој радијској понуди коју су чинили Први, Други и Трећи програм Радио Београда. Прва водитељка програма била је Ханија Гаковић, а музичка уредница Даринка Ристовић. У почетку је програм трајао 18 часова, а од 1. маја 1987. започиње емитовање целодневног програма, са 
појачаним сигналом на целу територију Србије.

## Емисије
- Широм затворених очију
- Ритам раног јутра
- Устанак
- Топ листа 202
- Правац 202
- Обрати пажњу!
- Брза трака
- Хит 202
- Слушај 'вамо
- Облак у бермудама[4]